# Peter Toll
Peter Toll (* 4. Juni 1891 in Süchteln; † 1. Mai 1966 in Bonn) war ein deutscher Kommunalbeamter, Bürgermeister und Politiker der Zentrumspartei.  1920 wurde er Beigeordneter in Viersen und 1925 Bürgermeister in Frechen. 1931 wurde er Zentrumsvorsitzender im Landkreis Köln und zog 1933 für diese Partei sowohl in den Kreistag als auch in den Provinziallandtag ein. Nach der nationalsozialistischen Machtergreifung wurde er aus seinen Ämtern entfernt, obwohl er im Mai 1933 noch der NSDAP beigetreten war.

## Vor seiner Zeit als Bürgermeister in Frechen
Peter Toll stammte aus einer katholisch geprägten Familie. Er besuchte das altsprachliche Gymnasium in Viersen, studierte Jura in Bonn, wo er bereits nach fünf Semestern sein Referendarexamen ablegte. Er nahm als Freiwilliger am Ersten Weltkrieg teil, zuletzt Im Rang eines Leutnants der Reserve. An der Universität Greifswald wurde er zum Dr. iur. promoviert. Er heiratete die aus großbürgerlichen Verhältnissen stammende Maria Esters. Zum 1. Januar 1919 trat er in den Dienst der Stadt Viersen und leitete dort ab dem 1. April 1920 als Beigeordneter das Wohlfahrtsamt.
Er war Mitglied der katholischen Studentenverbindung KDStV Grotenburg Köln im CV.

## 1925 bis 1933
1925 gewann Toll die  Bürgermeisterwahl in Frechen, indem er sich gegen 106 Mitbewerber durchsetzen konnte. Frechen war damals eine von der Braunkohleindustrie und von Tonröhrenfabriken geprägte Gemeinde mit etwa 13.000 Einwohnern. Die ersten Jahre nach seinem Amtsantritt fielen in eine Zeit der wirtschaftlichen Erholung in Deutschland. Mit Beginn seiner Amtszeit ging Toll eine Reihe ehrgeiziger, kreditfinanzierter Projekte an. Seine ersten Bemühungen galten dem Straßen- und Kanalbau, der in den Kriegs- und Nachkriegsjahren völlig zum Stillstand gekommen war. Anfang 1927 ging man davon aus, dass diese Maßnahmen den Gemeindehaushalt mit insgesamt 1.837.000 Mark belasten würden.
Denselben Nachholbedarf wie im Straßen- und Kanalbau gab es im Wohnungsbau. Während Tolls Amtszeit wurden über 650 neue Wohnungen errichtet. Damit lag Frechen in der Spitzengruppe aller Kommunen in der Rheinprovinz, was die Zahl der pro 1000 Einwohner errichteten Wohnungen betrifft. Eine große Rolle spielt in Frechen der sogenannte „Regiebau“, d. h. die Gemeinde baute in eigener Regie Wohnungen, die sie vermietete. Der Regiebau führte zu einheitlich gestalteten Ensembles und setzte in Frechen architektonische und städteplanerische Akzente, die bis heute das Ortsbild vor allem im Bereich des Freiheitsrings prägen. Leiter des kommunalen Regiebaus war seit 1928 der Architekt Julius Gatzen. Ein Architekturführer von 1999 sieht in diesen Bauten den Beweis, „dass auch kleine Gemeinden in den 1920er Jahren Siedlungsbau von hoher gestalterischer und konzeptioneller Qualität bestreiten konnten.“

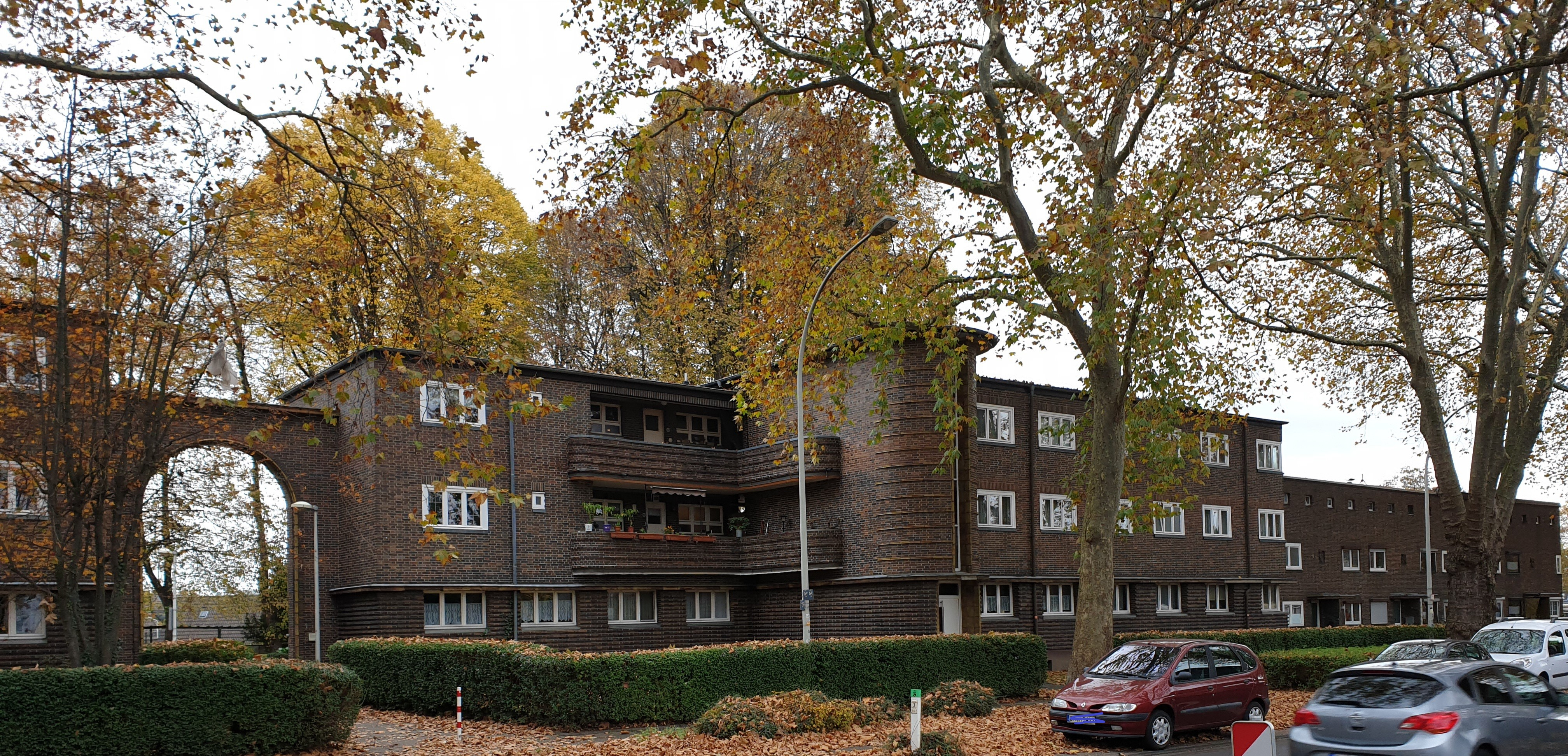
Das Frechener Laubenganghaus und anschließende Häuser am Freiheitsring heute
Architekt: Julius Gatzen

Die Errichtung und Sanierung öffentlicher Bauten war ebenfalls Teil seines Stadterneuerungsprojekts. Ende 1926 wurde der Um- und Erweiterungsbau der Ringschule beschlossen. Der alte Ziegelbau von 1911 wurde innen und außen saniert und architektonisch aufgewertet. Weitere Projekte waren der 1931 bezogene Neubau der evangelischen Volksschule mit einer Keramikverblendung und großen Fenstern, das Feuerwehrhaus an der Schützenstraße und das Kriegerdenkmal in Bachem. Während seiner Amtszeit als Frechener Bürgermeister setzte er gegen den Widerstand von Teilen des Gemeinderats den Ausbau der bis dahin nur von nebenamtlichen Lehrkräften betreuten gewerblichen Fortbildungsschule zu einer Berufsschule durch, die erstmals auch Jugendliche der Braunkohlen- und Keramikindustrie sowie auch Mädchen aufnahm.
Toll bekannter sich zur Weimarer Verfassung, die – wie er sagte – die Loyalität aller Staatsbürger verdiene, weil sie erstmals den demokratischen Freiheitsgedanken, den Geist der Mäßigung und der Würdigung gleichberechtigter Interessen sowie den sozialen Gedanken mit dem Ziel der Gewährleistung eines menschenwürdigen Daseins für alle als Grundpfeiler verwirkliche. Die „Toleranz und Achtung vor der Überzeugung des politischen Gegners“, die Toll in einer seiner Reden forderte, zeigte er auch selbst.

### Nach der nationalsozialistischen Machtergreifung
Nach Hitlers Wahlsieg bei der Reichstagswahl vom 5. März 1933 wechselte Toll die Seiten. Am 14. Februar 1933 hatte er vor der Zentrumspartei Köln-Land noch erklärt, die Entwicklung, die die deutsche Innenpolitik in den letzten Tagen genommen habe, ließe im Volk ernsthafte Zweifel darüber aufkommen, ob der Weg des Rechtes und des Gesetzes noch in jedem Falle beschritten sei. Aber am 15. März 1933 feierte er bei der Vereidigung der Ende Februar von Hermann Göring geschaffenen Hilfspolizei in „beredten Worten das nationale Erwachen des deutschen Volkes unter Führung des verehrten Reichskanzlers Hitler“. Am 18. März 1933 sagte er auf einer Parteiveranstaltung der NSDAP, dass es das heilig verpflichtende Gebot der Stunde für jeden deutschen Mann sei, „sich in begeisterter Gefolgschaftstreue hinter den Herrn Reichskanzler Adolf Hitler und seine Regierung zu stellen“.
Nach der Machtergreifung trat Toll der NSDAP bei. Dennoch wurde er am 21. Juni 1933 abgelöst: Im Nachgang zum erzwungenen Rücktritt des Landrats des Landkreises Köln, Philipp Heimann, kam es um 14 Uhr auch in Frechen „zu einer spontanen Zusammenballung der Volksmassen“, die – wie der Westdeutsche Beobachter schrieb – den Ortsgruppenleiter Stumpf zum sofortigen Einschreiten verpflichtet habe. Der neue Landrat Heinrich Loevenich ernannte daraufhin mit seinen nunmehrigen Machtbefugnissen Stumpf zum kommissarischen Bürgermeister. Toll wurde ohne öffentliche Begründung entlassen und erhielt ein Aufenthaltsverbot für Frechen.

## Bürgermeister in Andernach
Nach seiner Amtsenthebung in Frechen fand Toll kurzzeitig Wiederverwendung in Andernach, nach der Entlassung des dortigen Bürgermeisters Mettlich vom 11. Mai 1933. Dort wurde er aufgrund seines hohen Sachverstandes und Einsatzes schnell beliebt. Doch wurde am 1. November 1934 seine Berufung vom Regierungspräsidenten in Koblenz während der Probezeit zurückgezogen.
Kurz nach Tolls Tod beschloss der Frechener Stadtrat, eine Straße nach ihm zu benennen.